# Nantey
Nantey – miejscowość i dawna gmina we Francji, w regionie Burgundia-Franche-Comté, w departamencie Jura. W 2013 roku jej populacja wynosiła 66 mieszkańców.
1 stycznia 2016 roku połączono cztery wcześniejsze gminy: Val-d’Épy, Florentia, Nantey oraz Senaud. Siedzibą gminy została miejscowość Val-d’Épy, a nowa gmina przyjęła jej nazwę.